# Sarpi
Sarpi – wieś w Gruzji, w Adżarii, w gminie Chelwaczauri. W 2014 roku liczyła 826 mieszkańców.